# Ameridion malkini
Ameridion malkini là một loài nhện trong họ Theridiidae.
Loài này thuộc chi Ameridion. Ameridion malkini được Herbert Walter Levi miêu tả năm 1959.